# Chancelade

Chancelade este o comună în departamentul Dordogne din sud-vestul Franței. În 2009 avea o populație de 4.233 de locuitori.

## Evoluția populației
| An        | 1975  | 1982  | 1990  | 1999  | 2006  | 2009  |
| --------- | ----- | ----- | ----- | ----- | ----- | ----- |
| Populație | 2.420 | 3.297 | 3.718 | 3.865 | 4.126 | 4.233 |